# Coppa Italia di Serie A2 2006-2007 (pallavolo femminile)
La Coppa Italia di Serie A2 di pallavolo femminile 2006-2007 si è svolta dal 1º ottobre 2006 al 21 aprile 2007: al torneo hanno partecipato 16 squadre di club italiane e la vittoria finale è andata per la prima volta al Sassuolo.

## Regolamento
Le squadre hanno disputato una prima fase a gironi, al termine della quale la prima classificata di ogni girone ha acceduto ai quarti di finale, dopo aver giocato anche una seconda fase tra le prime classificate; oltre alle quattro squadre già qualificate, si sono aggiunte le quattro migliori classificate al termine del girone di andata della Serie A2 2006-07 non qualificate al turno precedente ed hanno disputato quarti di finale, giocati con gare di andata e ritorno, semifinali e finale.

## Squadre partecipanti
| Squadra             | Qualificazione | Ultima partecipazione            |
| ------------------- | -------------- | -------------------------------- |
| Arzano              | -              | Coppa Italia di Serie A2 2004-05 |
| Busto Arsizio       | -              | Coppa Italia di Serie A2 2005-06 |
| Castelfidardo       | -              | Coppa Italia di Serie A2 2005-06 |
| Castellana Grotte   | -              | Coppa Italia di Serie A2 2004-05 |
| Spes Conegliano     | -              | Coppa Italia di Serie A2 2005-06 |
| Esperia             | -              | Coppa Italia di Serie A2 2005-06 |
| Effe Isernia        | -              | Coppa Italia di Serie A2 2005-06 |
| Brunelli            | -              | Debutto                          |
| Villanterio         | -              | Coppa Italia di Serie A2 2005-06 |
| Farnesiana          | -              | Debutto                          |
| Roma                | -              | Coppa Italia di Serie A2 2005-06 |
| Virtus Roma         | -              | Coppa Italia di Serie A2 2005-06 |
| Reggio Emilia       | -              | Debutto                          |
| Sassuolo            | -              | Coppa Italia di Serie A2 2005-06 |
| Robur Tiboni Urbino | -              | Coppa Italia di Serie A2 2005-06 |
| Volta               | -              | Debutto                          |

## Torneo

### Tabellone
|  | Quarti di finale | Quarti di finale | Quarti di finale |             |               | Semifinali    | Semifinali | Semifinali |  |  | Finale | Finale | Finale |  |
|  |                  |                  |                  |             |               |               |            |            |  |  |        |        |        |  |
|  | Spes Conegliano  | Spes Conegliano  | 0 - 1            |             |               |               |            |            |  |  |        |        |        |  |
|  | Spes Conegliano  | Spes Conegliano  | 0 - 1            |             |               |               |            |            |  |  |        |        |        |  |
|  | Busto Arsizio    | Busto Arsizio    | 3 - 3            |             |               |               |            |            |  |  |        |        |        |  |
|  | Busto Arsizio    | Busto Arsizio    | 3 - 3            |             | Busto Arsizio | Busto Arsizio | 3          |            |  |  |        |        |        |  |
|  |                  |                  |                  |             | Busto Arsizio | Busto Arsizio | 3          |            |  |  |        |        |        |  |
|  |                  |                  | Villanterio      | Villanterio | 0             |               |            |            |  |  |        |        |        |  |
|  | Arzano           | Arzano           | Villanterio      | Villanterio | 0             | 1 - 0         |            |            |  |  |        |        |        |  |
|  | Arzano           | Arzano           |                  |             |               |               |            |            |  |  |        |        |        |  |
|  | Villanterio      | Villanterio      | 3 - 3            |             |               |               |            |            |  |  |        |        |        |  |
|  | Villanterio      | Villanterio      | 3 - 3            |             | Busto Arsizio | Busto Arsizio | 0          |            |  |  |        |        |        |  |
|  |                  |                  |                  |             |               |               |            |            |  |  |        |        |        |  |
|  |                  |                  | Sassuolo         | Sassuolo    | 3             |               |            |            |  |  |        |        |        |  |
|  | Castelfidardo    | Castelfidardo    | Sassuolo         | Sassuolo    | 3             | 3 - 0         |            |            |  |  |        |        |        |  |
|  | Castelfidardo    | Castelfidardo    |                  |             |               |               |            |            |  |  |        |        |        |  |
|  | Virtus Roma      | Virtus Roma      | 2 - 3            |             |               |               |            |            |  |  |        |        |        |  |
|  | Virtus Roma      | Virtus Roma      | 2 - 3            |             | Virtus Roma   | Virtus Roma   | 0          |            |  |  |        |        |        |  |
|  |                  |                  |                  |             | Virtus Roma   | Virtus Roma   | 0          |            |  |  |        |        |        |  |
|  |                  |                  | Sassuolo         | Sassuolo    | 3             |               |            |            |  |  |        |        |        |  |
|  | Brunelli         | Brunelli         | Sassuolo         | Sassuolo    | 3             | 3 - 0         |            |            |  |  |        |        |        |  |
|  | Brunelli         | Brunelli         |                  |             |               |               |            |            |  |  |        |        |        |  |
|  | Sassuolo         | Sassuolo         | 2 - 3            |             |               |               |            |            |  |  |        |        |        |  |

### Risultati

#### Prima fase

##### Girone A

###### Risultati
| 1º ottobre 2006 - ore 18:00 PalaSomenzi, Cremona               | Esperia       | 2 - 3 | Busto Arsizio | 23-25, 25-22, 20-25, 25-21, 12-15 |
| 1º ottobre 2006 - ore 18:00 Palazzetto dello Sport, Belgioioso | Pavia         | 0 - 0 | Farnesiana    | 0-0, 0-0, 0-0                     |
| 8 ottobre 2006 - ore 18:00 Palazzetto dello Sport, Belgioioso  | Pavia         | 0 - 3 | Esperia       | 19-25, 21-25, 20-25               |
| 7 ottobre 2006 - ore 18:00 PalaBanca, Piacenza                 | Farnesiana    | 0 - 3 | Busto Arsizio | 0-25, 0-25, 0-25                  |
| 15 ottobre 2006 - ore 18:00 PalaPiantanida, Busto Arsizio      | Busto Arsizio | 3 - 0 | Pavia         | 25-18, 25-20, 25-19               |
| 15 ottobre 2006 - ore 18:00 PalaSomenzi, Cremona               | Esperia       | 3 - 0 | Farnesiana    | 25-0, 25-0, 25-0                  |
| 22 ottobre 2006 - ore 18:00 PalaPiantanida, Busto Arsizio      | Busto Arsizio | 3 - 0 | Esperia       | 25-19, 25-22, 25-19               |
| 21 ottobre 2006 - ore 20:30 PalaBanca, Piacenza                | Farnesiana    | 0 - 3 | Pavia         | 0-25, 0-25, 0-25                  |
| 29 ottobre 2006 - ore 17:30 Palazzetto dello Sport, Belgioioso | Pavia         | 2 - 3 | Busto Arsizio | 25-27, 21-25, 25-19, 25-18, 5-15  |
| 28 ottobre 2006 - ore 20:30 PalaBanca, Piacenza                | Farnesiana    | 3 - 1 | Esperia       | 20-25, 26-24, 25-20, 25-12        |
| 4 novembre 2006 - ore 17:30 PalaSomenzi, Cremona               | Esperia       | 2 - 3 | Pavia         | 25-27, 25-21, 19-25, 25-15, 13-15 |
| 5 novembre 2006 - ore 17:30 PalaPiantanida, Busto Arsizio      | Busto Arsizio | 3 - 0 | Farnesiana    | 25-14, 25-20, 25-14               |

###### Classifica
| Pos. | Squadra       | Pt | G | V | P | SV | SP | Ratio | PF  | PS  | Ratio |
| ---- | ------------- | -- | - | - | - | -- | -- | ----- | --- | --- | ----- |
| 1.   | Busto Arsizio | 16 | 6 | 2 | 0 | 18 | 4  | 4,500 | 512 | 371 | 1,380 |
| 2.   | Esperia       | 8  | 6 | 2 | 4 | 11 | 12 | 0,916 | 503 | 442 | 1,138 |
| 3.   | Villanterio   | 6  | 5 | 2 | 3 | 8  | 11 | 0,727 | 396 | 361 | 1,096 |
| 4.   | Farnesiana    | 3  | 5 | 1 | 4 | 3  | 13 | 0,230 | 144 | 381 | 0,377 |

##### Girone B

###### Risultati
| 1º ottobre 2006 - ore 18:00 PalaPaganelli, Sassuolo         | Sassuolo        | 3 - 0 | Volta           | 25-17, 25-20, 25-20               |
| 1º ottobre 2006 - ore 18:00 PalaBigi, Reggio nell'Emilia    | Reggio Emilia   | 2 - 3 | Spes Conegliano | 20-25, 25-21, 16-25, 25-23, 15-17 |
| 8 ottobre 2006 - ore 18:00 PalaBam, Mantova                 | Volta           | 3 - 0 | Reggio Emilia   | 25-17, 26-24, 25-21               |
| 8 ottobre 2006 - ore 18:00 PalaGiovanniPaoloII, Conegliano  | Spes Conegliano | 1 - 3 | Sassuolo        | 17-25, 25-20, 15-25, 15-25        |
| 15 ottobre 2006 - ore 18:00 PalaGiovanniPaoloII, Conegliano | Spes Conegliano | 3 - 2 | Volta           | 27-25, 16-25, 25-22, 14-25, 15-12 |
| 15 ottobre 2006 - ore 18:00 PalaPaganelli, Sassuolo         | Sassuolo        | 3 - 0 | Reggio Emilia   | 25-22, 25-23, 25-21               |
| 22 ottobre 2006 - ore 18:00 PalaBam, Mantova                | Volta           | 3 - 0 | Spes Conegliano | 25-20, 25-17, 25-16               |
| 22 ottobre 2006 - ore 18:00 PalaBigi, Reggio nell'Emilia    | Reggio Emilia   | 1 - 3 | Sassuolo        | 25-19, 20-25, 19-25, 22-25        |
| 29 ottobre 2006 - ore 17:30 PalaBigi, Reggio nell'Emilia    | Reggio Emilia   | 0 - 3 | Volta           | 18-25, 16-25, 21-25               |
| 29 ottobre 2006 - ore 17:30 PalaPaganelli, Sassuolo         | Sassuolo        | 3 - 2 | Spes Conegliano | 22-25, 25-21, 25-23, 21-25, 15-8  |
| 5 novembre 2006 - ore 17:30 PalaBam, Mantova                | Volta           | 3 - 1 | Sassuolo        | 26-24, 21-25, 25-23, 25-23        |
| 5 novembre 2006 - ore 17:30 PalaGiovanniPaoloII, Conegliano | Spes Conegliano | 3 - 2 | Reggio Emilia   | 23-25, 25-16, 27-25, 18-25, 15-13 |

###### Classifica
| Pos. | Squadra         | Pt | G | V | P | SV | SP | Ratio | PF  | PS  | Ratio |
| ---- | --------------- | -- | - | - | - | -- | -- | ----- | --- | --- | ----- |
| 1.   | Sassuolo        | 14 | 6 | 5 | 1 | 16 | 7  | 2,285 | 542 | 480 | 1,129 |
| 2.   | Volta           | 13 | 6 | 4 | 2 | 14 | 7  | 2,000 | 489 | 437 | 1,118 |
| 3.   | Spes Conegliano | 7  | 6 | 3 | 3 | 12 | 15 | 0,800 | 543 | 592 | 0,917 |
| 4.   | Reggio Emilia   | 2  | 6 | 0 | 6 | 5  | 18 | 0,277 | 474 | 539 | 0,879 |

##### Girone C

###### Risultati
| 1º ottobre 2006 - ore 18:00 Palazzetto dello Sport, Castelfidardo | Castelfidardo       | 3 - 1 | Brunelli            | 25-18, 25-11, 19-25, 26-24        |
| 1º ottobre 2006 - ore 18:00 PalaFonte, Roma                       | Roma                | 3 - 1 | Robur Tiboni Urbino | 25-17, 17-25, 25-19, 25-21        |
| 8 ottobre 2006 - ore 18:00 Palazzetto dello Sport, Nocera Umbra   | Brunelli            | 3 - 1 | Roma                | 18-25, 25-12, 25-17, 25-18        |
| 8 ottobre 2006 - ore 19:00 PalaMondolce, Urbino                   | Robur Tiboni Urbino | 2 - 3 | Castelfidardo       | 19-25, 16-25, 25-23, 25-12, 8-15  |
| 15 ottobre 2006 - ore 18:00 PalaFonte, Roma                       | Roma                | 0 - 3 | Castelfidardo       | 23-25, 22-25, 15-25               |
| 15 ottobre 2006 - ore 18:00 Palazzetto dello Sport, Nocera Umbra  | Brunelli            | 3 - 0 | Robur Tiboni Urbino | 25-19, 25-13, 25-17               |
| 22 ottobre 2006 - ore 18:00 Palazzetto dello Sport, Castelfidardo | Castelfidardo       | 2 - 3 | Roma                | 25-27, 25-9, 25-19, 21-25, 13-15  |
| 22 ottobre 2006 - ore 18:00 PalaMondolce, Urbino                  | Robur Tiboni Urbino | 2 - 3 | Brunelli            | 25-17, 22-25, 18-25, 25-21, 11-15 |
| 29 ottobre 2006 - ore 17:30 PalaFonte, Roma                       | Roma                | 2 - 3 | Brunelli            | 27-25, 19-25, 25-13, 21-25, 13-15 |
| 29 ottobre 2006 - ore 17:30 Palazzetto dello Sport, Castelfidardo | Castelfidardo       | 3 - 2 | Robur Tiboni Urbino | 25-12, 24-26, 25-16, 17-25, 15-9  |
| 5 novembre 2006 - ore 17:30 Palazzetto dello Sport, Nocera Umbra  | Brunelli            | 0 - 3 | Castelfidardo       | 18-25, 15-25, 22-25               |
| 5 novembre 2006 - ore 17:30 PalaMondolce, Urbino                  | Robur Tiboni Urbino | 3 - 1 | Roma                | 15-25, 25-19, 25-18, 25-21        |

###### Classifica
| Pos. | Squadra             | Pt | G | V | P | SV | SP | Ratio | PF  | PS  | Ratio |
| ---- | ------------------- | -- | - | - | - | -- | -- | ----- | --- | --- | ----- |
| 1.   | Castelfidardo       | 14 | 6 | 5 | 1 | 17 | 8  | 2,125 | 560 | 469 | 1,194 |
| 2.   | Brunelli            | 10 | 6 | 4 | 2 | 13 | 11 | 1,181 | 507 | 497 | 1,020 |
| 3.   | Roma                | 6  | 6 | 2 | 4 | 10 | 15 | 0,666 | 507 | 552 | 0,918 |
| 4.   | Robur Tiboni Urbino | 6  | 6 | 1 | 5 | 10 | 16 | 0,625 | 503 | 559 | 0,899 |

##### Girone D

###### Risultati
| 1º ottobre 2006 - ore 18:00 PalaFraraccio, Isernia        | Effe Isernia      | 1 - 3 | Arzano            | 19-25, 25-19, 17-25, 22-25        |
| 1º ottobre 2006 - ore 18:00 PalaGrotte, Castellana Grotte | Castellana Grotte | 1 - 3 | Virtus Roma       | 25-20, 21-25, 18-25, 21-25        |
| 7 ottobre 2006 - ore 20:30 PalaGrotte, Castellana Grotte  | Castellana Grotte | 1 - 3 | Effe Isernia      | 26-24, 23-25, 21-25, 20-25        |
| 7 ottobre 2006 - ore 20:30 PalaCasoria, Casoria           | Arzano            | 0 - 3 | Virtus Roma       | 29-31, 22-25, 21-25               |
| 14 ottobre 2006 - ore 20:30 PalaCasoria, Casoria          | Arzano            | 3 - 2 | Castellana Grotte | 25-19, 27-25, 22-25, 28-30, 15-12 |
| 15 ottobre 2006 - ore 18:00 Palazzetto dello Sport, Roma  | Virtus Roma       | 3 - 0 | Effe Isernia      | 25-19, 25-12, 25-13               |
| 22 ottobre 2006 - ore 18:00 PalaFraraccio, Isernia        | Effe Isernia      | 3 - 0 | Castellana Grotte | 25-23, 25-18, 25-20               |
| 22 ottobre 2006 - ore 18:00 Palazzetto dello Sport, Roma  | Virtus Roma       | 3 - 0 | Arzano            | 25-14, 25-18, 25-11               |
| 29 ottobre 2006 - ore 17:30 PalaGrotte, Castellana Grotte | Castellana Grotte | 3 - 1 | Arzano            | 22-25, 25-22, 25-20, 25-20        |
| 28 ottobre 2006 - ore 20:30 PalaFraraccio, Isernia        | Effe Isernia      | 2 - 3 | Virtus Roma       | 25-21, 26-28, 26-24, 20-25, 7-15  |
| 4 novembre 2006 - ore 20:30 PalaCasoria, Casoria          | Arzano            | 3 - 1 | Effe Isernia      | 25-17, 25-27, 25-14, 25-22        |
| 5 novembre 2006 - ore 17:30 Palazzetto dello Sport        | Virtus Roma       | 3 - 1 | Castellana Grotte | 25-20, 25-18, 24-26, 25-21        |

###### Classifica
| Pos. | Squadra           | Pt | G | V | P | SV | SP | Ratio | PF  | PS  | Ratio |
| ---- | ----------------- | -- | - | - | - | -- | -- | ----- | --- | --- | ----- |
| 1.   | Virtus Roma       | 17 | 6 | 6 | 0 | 18 | 4  | 4,500 | 538 | 433 | 1,242 |
| 2.   | Arzano            | 8  | 6 | 3 | 3 | 10 | 13 | 0,769 | 513 | 527 | 0,973 |
| 3.   | Effe Isernia      | 7  | 6 | 2 | 4 | 10 | 13 | 0,769 | 485 | 533 | 0,909 |
| 4.   | Castellana Grotte | 4  | 6 | 1 | 5 | 8  | 16 | 0,500 | 529 | 572 | 0,924 |

#### Seconda fase

##### Andata
| 12 novembre 2006 - ore 17:30 Palazzetto dello Sport, Castelfidardo | Castelfidardo | 1 - 3 | Virtus Roma   | 25-17, 23-25, 15-25, 17-25 |
| 12 novembre 2006 - ore 17:30 PalaPaganelli, Sassuolo               | Sassuolo      | 3 - 0 | Busto Arsizio | 25-17, 25-18, 25-12        |

##### Ritorno
| 19 novembre 2006 - ore 17:30 Palazzetto dello Sport, Roma  | Virtus Roma   | 3 - 0 | Castelfidardo | 25-22, 25-23, 25-17              |
| 19 novembre 2006 - ore 17:30 PalaPiantanida, Busto Arsizio | Busto Arsizio | 3 - 2 | Sassuolo      | 17-25, 25-16, 21-25, 25-14, 15-8 |

#### Quarti di finale

##### Andata
| 28 febbraio 2007 - ore 20:30 Palazzetto dello Sport, Castelfidardo | Castelfidardo   | 3 - 2 | Virtus Roma   | 25-18, 21-25, 24-26, 25-23, 15-10 |
| 28 febbraio 2007 - ore 20:30 Palazzetto dello Sport, Nocera Umbra  | Brunelli        | 3 - 2 | Sassuolo      | 23-25, 21-25, 25-11, 25-23, 15-11 |
| 28 febbraio 2007 - ore 20:30 PalaGiovanniPaoloII, Conegliano       | Spes Conegliano | 0 - 3 | Busto Arsizio | 18-25, 19-25, 15-25               |
| 28 febbraio 2007 - ore 17:00 PalaCasoria, Casoria                  | Arzano          | 1 - 3 | Pavia         | 25-18, 22-25, 20-25, 13-25        |

##### Ritorno
| 7 marzo 2007 - ore 20:30 Palazzetto dello Sport, Roma  | Virtus Roma   | 3 - 0 | Castelfidardo   | 25-15, 27-25, 25-12        |
| 7 marzo 2007 - ore 20:30 PalaPaganelli, Sassuolo       | Sassuolo      | 3 - 0 | Brunelli        | 34-32, 25-15, 25-20        |
| 7 marzo 2007 - ore 20:30 PalaPiantanida, Busto Arsizio | Busto Arsizio | 3 - 1 | Spes Conegliano | 25-22, 25-19, 22-25, 25-14 |
| 7 marzo 2007 - ore 17:00 PalaRavizza, Pavia            | Pavia         | 3 - 0 | Arzano          | 25-17, 25-23, 25-13        |

#### Semifinali
| 20 aprile 2007 - ore 18:00 PalaRavizza, Pavia | Virtus Roma   | 0 - 3 | Sassuolo | 11-25, 22-25, 20-25 |
| 20 aprile 2007 - ore 20:30 PalaRavizza, Pavia | Busto Arsizio | 3 - 0 | Pavia    | 26-24, 25-12, 25-22 |

#### Finale
| 21 aprile 2007 - ore 17:30 PalaRavizza, Pavia | Busto Arsizio | 0 - 3 | Sassuolo | 19-25, 24-26, 19-25 |